# Eugenia indica
Espèce
Synonymes
- Eugenia cuneata B.Heyne ex Bedd.[1]
- Eugenia jossinia Duthie[1]
- Jossinia indica Wight[1]
- Myrtus indica Walp.[1]

Statut de conservation UICN

 EN B1+2c : En danger
Eugenia indica est une espèce de plantes à fleurs de la famille des Myrtaceae. C'est un arbuste ou un arbre trouvé dans le sud-ouest de l'Inde (Tamil Nadu). Il pousse en milieu tropical à saison sèche. 

## Publication originale
- Nov. Gen. 226, T. 108. 1729.